# Sunfeast Open
Sunfeast Open — щорічний тенісний турнір WTA-туру, який було започаткований в Калькутті в 2005 році. Цей турнір отримав III категорію з призовим фондом у 175,000 доларів США, і проводився на закритих кортах. Четвертий за ліком турнір намічено було провести в Калькутті з 6-12 жовтня 2008, але змагання перенесено до Мумбаї, але виникли проблеми з організацією і турнір було скасовано. Не з'явився він і в календарі 2009 року.